# Prawiedniki (Lublin)
Prawiedniki – dawniej część wsi Prawiedniki, od 1974 peryferyjna część miasta Lublina, leżąca w jego ekstremalnie południowej części. Rozpościera się w rejonie ulicy Osmolickiej i wchodzi w skład dzielnicy Zemborzyce.

## Historia
Wieś Prawiedniki należała w latacg 1867–70 do w gminy Głusk, od 1870 do gminy Zemborzyce w powiecie lubelskim. W okresie międzywojennym miejscowość należała do woj. lubelskim. 1 września 1933 utworzono gromadę Prawiedniki w granicach gminy Zemborzyce.
Podczas II wojny światowej Prawiedniki włączono do Generalnego Gubernatorstwa (dystrykt lubelski), cały czas w gminie Zemborzyce. W 1943 roku liczba mieszkańców wynosiła 599.
Po II wojnie światowej wojnie Prawiedniki należały do powiatu lubelskiego w woj. lubelskim jako jedna z 26 gromad gminy Zemborzyce.
W związku z reorganizacją administracji wiejskiej jesienią 1954, miejscowość weszła w skład nowo utworzonej gromady Żabia Wola, którą 1 stycznia 1956 gromada włączono do nowo utworzonego powiatu bychawskiego w tymże województwie. 1 stycznia 1959 Prawiedniki wyłączono z gromady Żabia Wola, włączając je do gromady Zemborzyce w powiecie lubelskim, gdzie przetrwały do końca 1972 roku, czyli do kolejnej reformy gminnej.
1 stycznia 1973 Prawiedniki weszły w skład reaktywowanej gminy Głusk.
1 października 1974 część Prawiedników (119 ha) włączono do Lublina.